# Классификация нарушений безопасности движения на железнодорожном транспорте

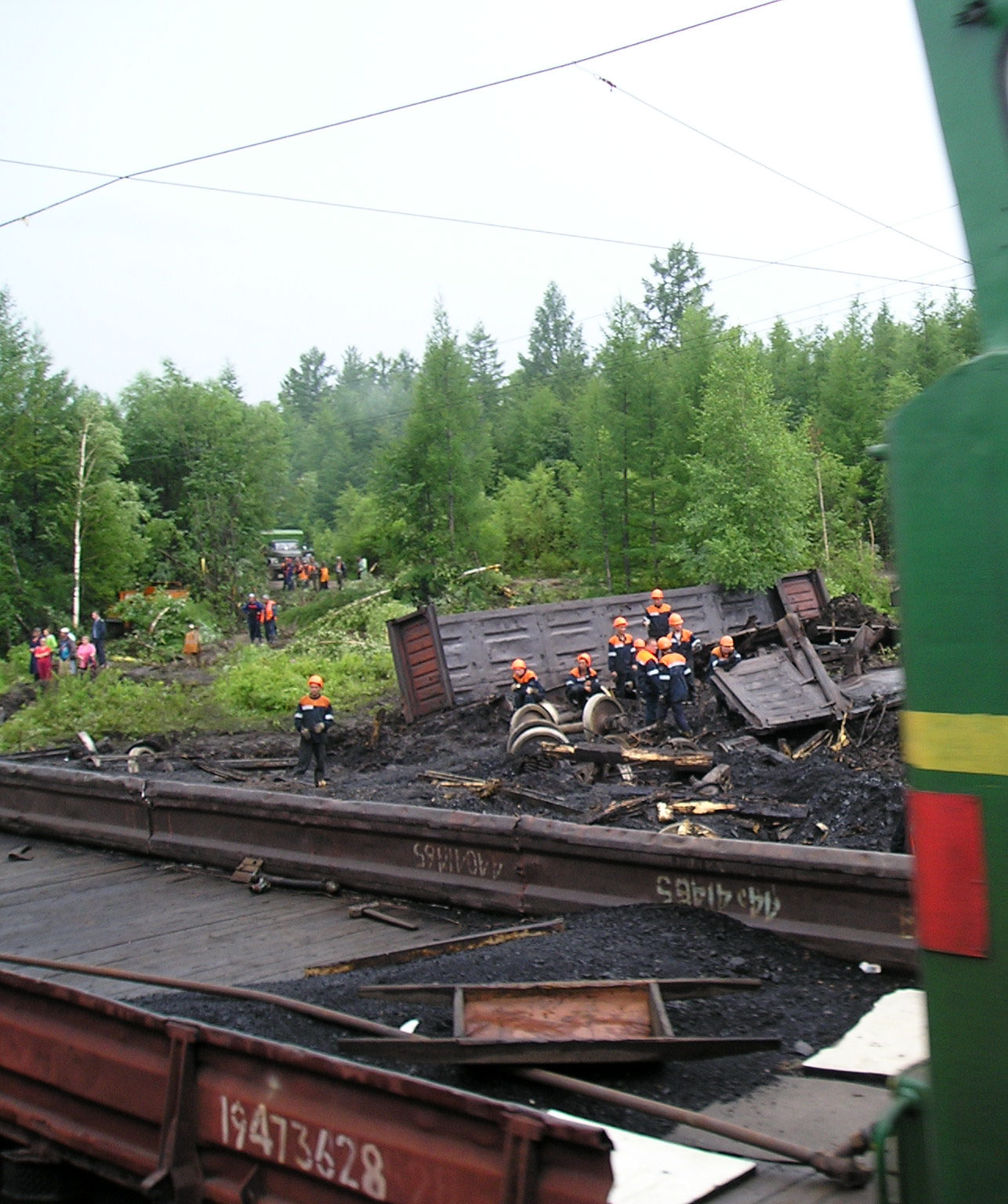
Устранение последствий крушения на перегоне Сгибеево-Уруша 11.07.2007 (сход подвижного состава с повреждением до степени исключения из инвентаря)

В соответствии приказом МПС РФ № 1-Ц от 08.01.1994 г. и распоряжением ОАО «Российские железные дороги» № 1632р от 18.10.2005 г. нарушения безопасности на железнодорожном транспорте подразделяются на следующие виды:
- крушение
- авария;
- особый случай брака в работе;
- случай брака в работе;
- затруднение в работе;
- прочие.

## Крушение
Столкновения пассажирских или грузовых поездов с другими поездами или подвижным составом, сходы подвижного состава в пассажирских или грузовых поездах на перегонах и станциях в результате которых погибли или получили тяжкие телесные повреждения люди, повреждены локомотивы или вагоны до степени исключения их из инвентаря.

## Авария
1. Столкновения пассажирских поездов с другими поездами или подвижным составом, сходы подвижного состава в пассажирских поездах на перегонах и станциях, не имеющие последствий как при крушении, но в результате которых повреждены локомотивы или вагоны соответственно в объёмах ремонта ТР-2, деповского и более сложных.
2. Столкновения грузовых поездов с другими грузовыми поездами или подвижным составом, сходы подвижного состава в грузовых поездах на перегонах и станциях, не имеющие последствий, как при крушении, но в результате которых допущено повреждение локомотивов или вагонов в объеме капитального ремонта.
3. Столкновения и сходы подвижного состава при манёврах, экипировке и других передвижениях, в результате которых погибли или получили тяжкие телесные повреждения люди или повреждены локомотивы или вагоны до степени исключения их из инвентаря.

## Особый случай брака в работе
1. Столкновения пассажирских или грузовых поездов с другими поездами или подвижным составом, сходы подвижного состава в пассажирских или грузовых поездах на перегонах и станциях, не имеющие последствий как при крушении или аварии.
2. Приём поезда на занятый путь.
3. Отправление поезда на занятый перегон.
4. Приём или отправление поезда по неготовому маршруту.
5. Проезд запрещающего сигнала или предельного столбика.
6. Перевод стрелки под подвижным составом.
7. Уход подвижного состава на маршруты приёма или отправления поездов или на перегон.
8. Развал груза в пути следования.
9. Излом оси, осевой шейки или колеса.
10. Излом боковины или надрессорной балки тележки вагона.
11. Отцепка вагона от пассажирского поезда в пути следования из-за технических неисправностей.
12. Отправление поезда с перекрытыми концевыми кранами.
13. Неисправность локомотива с затребованием вспомогательного в пассажирском поезде.
14. Неограждение сигналами опасного места при производстве работ.
15. Ложное появление разрешающего показания на напольном светофоре вместо запрещающего (или появление более разрешающего).
16. Столкновение поезда с автотранспортным средством или другой самоходной машиной, допущенное по вине работников железнодорожного транспорта.
17. Перекрытие разрешающего показания сигнала на запрещающее, вызвавшее проезд запрещающего сигнала.

## Случай брака в работе
1. Отцепка вагона от грузового поезда в пути следования из-за перегрева буксы или других технических неисправностей
2. Взрез стрелки
3. Отцепка вагона на промежуточной станции из-за нарушения технических условий погрузки, угрожающего безопасности движения поездов
4. Неисправность устройств АЛСН на локомотиве в пути следования, в результате которой затребован вспомогательный локомотив
5. Обрыв автосцепки подвижного состава
6. Падение на путь деталей подвижного состава
7. Неисправности технических средств, в результате которых допущена задержка поезда на перегоне хотя бы по одному из путей или на станции более чем на 1 час от НГДП
8. Неисправность пути, потребовавшая выдачи ДНЦ по заявке начальника вагона-путеизмерителя приказа о закрытии движения на участке или ограничения скорости движения до 15 км/ч
9. Сходы подвижного состава при маневрах, экипировке и других передвижениях, не имеющие последствий как при аварии, но при которых повреждены локомотивы в объеме ТР-1 или вагоны в объеме текущего отцепочного ремонта
10. Прекращение действия ЭЦ на станциях на 30 минут и более (с нарушением основных зависимостей, отключением приборов управления, погасанием контрольных приборов на пульте управления ДСП)

## Затруднение в работе

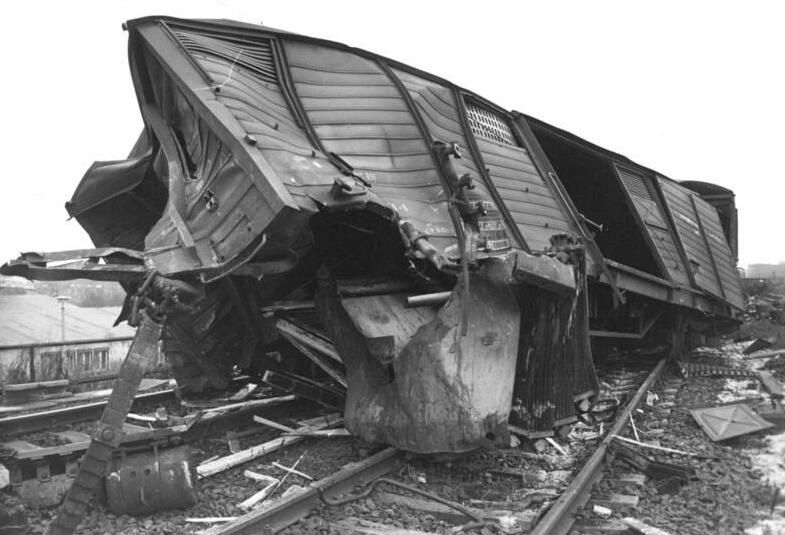
Крушение в Германии

Затруднением в работе считаются случаи, когда нарушения безопасности движения не попадают под определения случаев брака в работе, особых случаев брака, аварий, крушений, но вызвали остановку поезда, применение экстренного торможения.

## Прочие
К прочим случаям относятся случаи нарушения безопасности движения, которые явились следствием сторонних причин (погодные условия, столкновения на переездах не по вине работников железнодорожного транспорта, наложение посторонними лицами предметов на железнодорожный путь).

## Термины
Нестандартная ситуация — всякие отклонения от нормальной работы устройств управления, стрелками и сигналами, другими устройствами, а также нарушение НГДП

Аварийная ситуация — нестандартная ситуация, которая при неблагоприятном развитии событий, а также ошибках работников, может привести к отрицательным последствиям

Сход — положение подвижного состава, когда хотя бы одно колесо сошло с головки рельса и для его постановки на путь требуется применить подъемные средства

Столкновение — любое соударение подвижного состава, в результате чего было допущено повреждение в объеме текущего ремонта или более сложного